# Le Fousseret

Le Fousseret este o comună în departamentul Haute-Garonne din sudul Franței. În 2009 avea o populație de 1.640 de locuitori.

## Evoluția populației
| An        | 1975  | 1982  | 1990  | 1999  | 2006  | 2009  |
| --------- | ----- | ----- | ----- | ----- | ----- | ----- |
| Populație | 1.412 | 1.375 | 1.370 | 1.434 | 1.572 | 1.640 |